# 체르카시

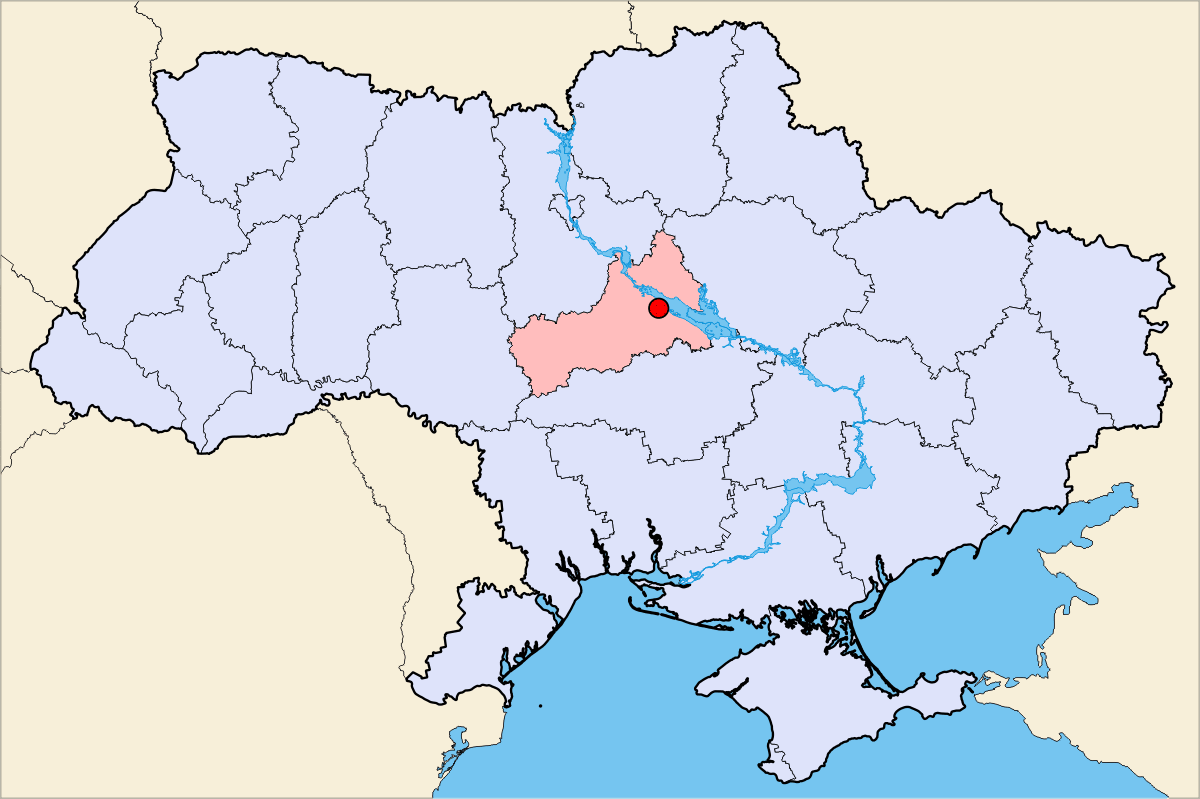
체르카시의 위치

체르카시(우크라이나어: Черкаси, 러시아어: Черкасcы)는 우크라이나 중부에 위치한 도시로, 체르카시주의 주도이며 면적은 69km2, 높이는 110m, 인구는 286,037명(2011년 기준), 인구밀도는 4,170명/km2이다. 드네프르강 우안과 접하며 키예프(우크라이나의 수도)에서 남쪽으로 200km 정도 떨어진 곳에 위치한다.

## 역사
13세기 말(1284년 또는 1286년)에 건설되었다. 최초로 기록된 참고문헌은 1305년까지 거슬러 올라간다.
옛 키예프 루시가 타타르족으로부터 해방된 후, 우크라이나 북부와 중부는 리투아니아 대공국의 일부가 되었고, 도시는 체르카시 스타로스티의 중심지가 되었다. 체르카시 성은 Vinnytsia, Bratslav 및 Kanev 성과 함께 크리미안-타타르 공격자들이 들어오는 길목에서 키예프 땅의 남쪽 국경에 일종의 방어선을 형성했다.
우크라이나 코자크의 첫 번째 지도자인 오스타피 다쉬케비치(1472-1535)는 체르카시에 살았다.
소련-우크라이나 전쟁(1917~1921) 동안 도시는 우크라이나 인민공화국의 지배를 받았다. 1920년 소련군은 세 번째로 엘리자베트그라드를 점령했다.
1932~1933년 홀로도모르 기간 동안 소련 당국이 체르카시와 그 지역에서 준비한 대기근으로 154,000명이 사망했다.
1941년 8월 22일부터 1943년 12월 14일까지는 나치 독일의 점령 하에 있었다.
러시아의 우크라이나 침공 당시 정기적으로 러시아의 미사일 공격을 받기 시작했으며 남동부에서 온 수천 명의 난민들의 피난처가 되었다.

## 갤러리

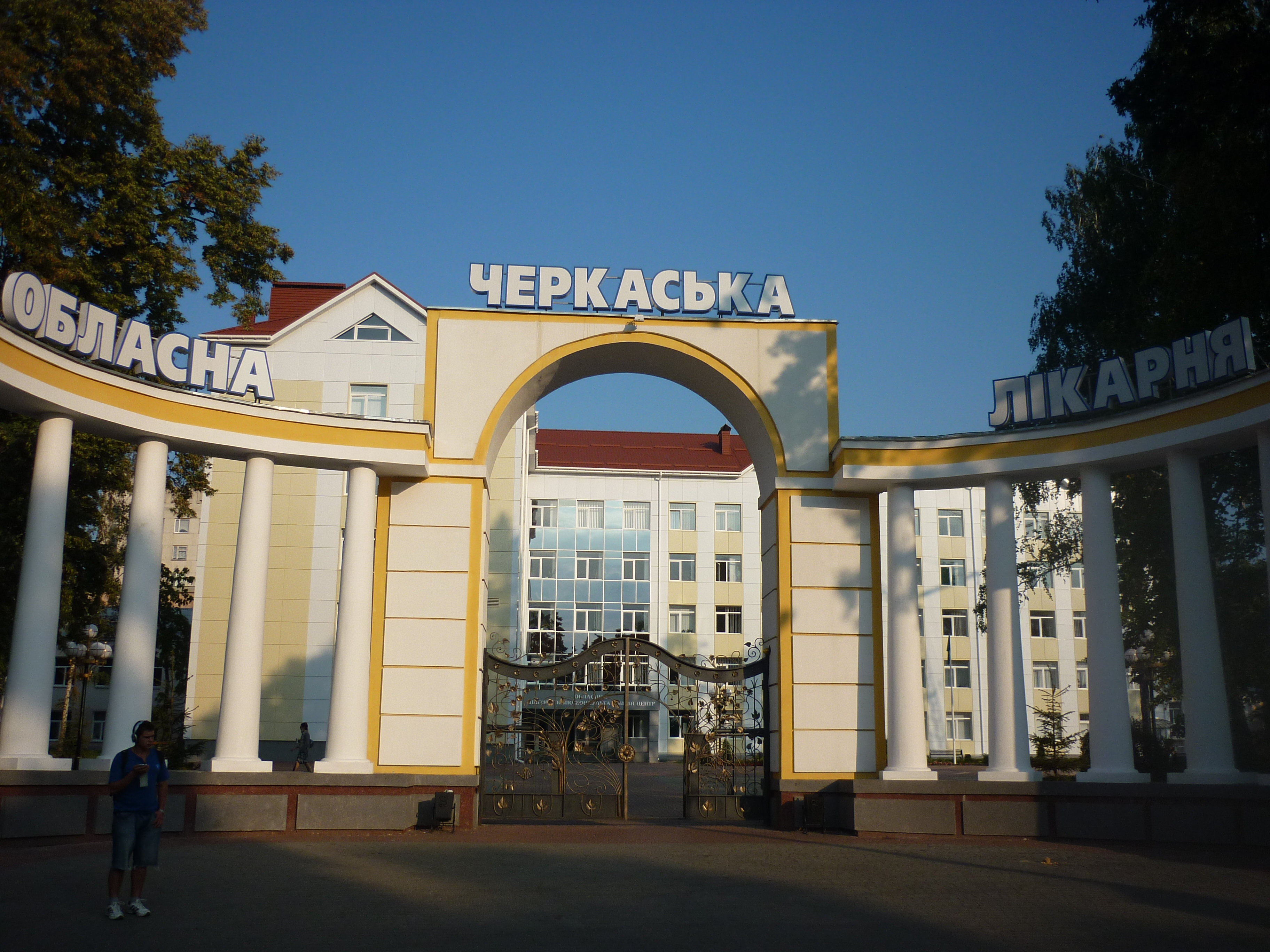
지역 병원
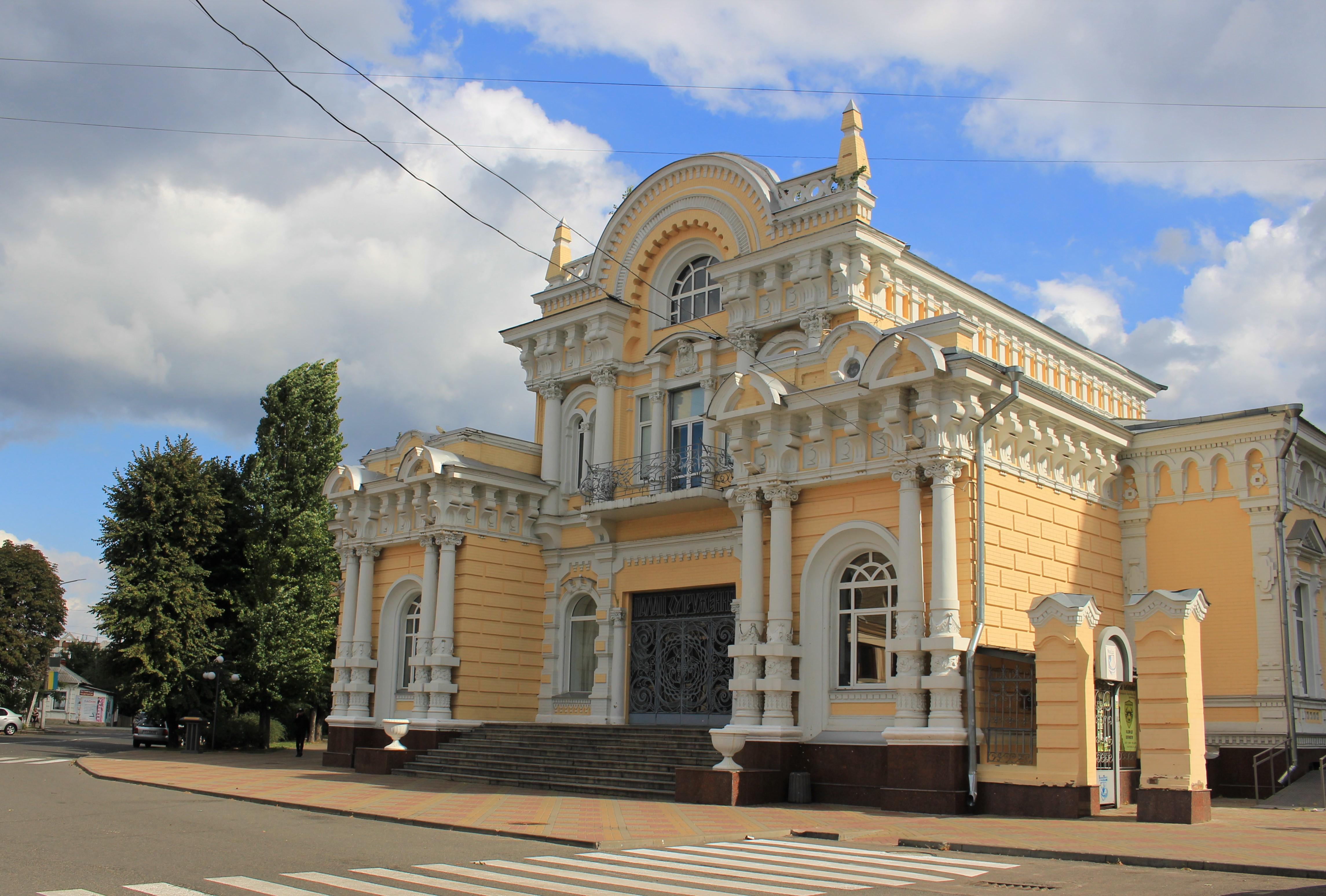
역사적 기념물
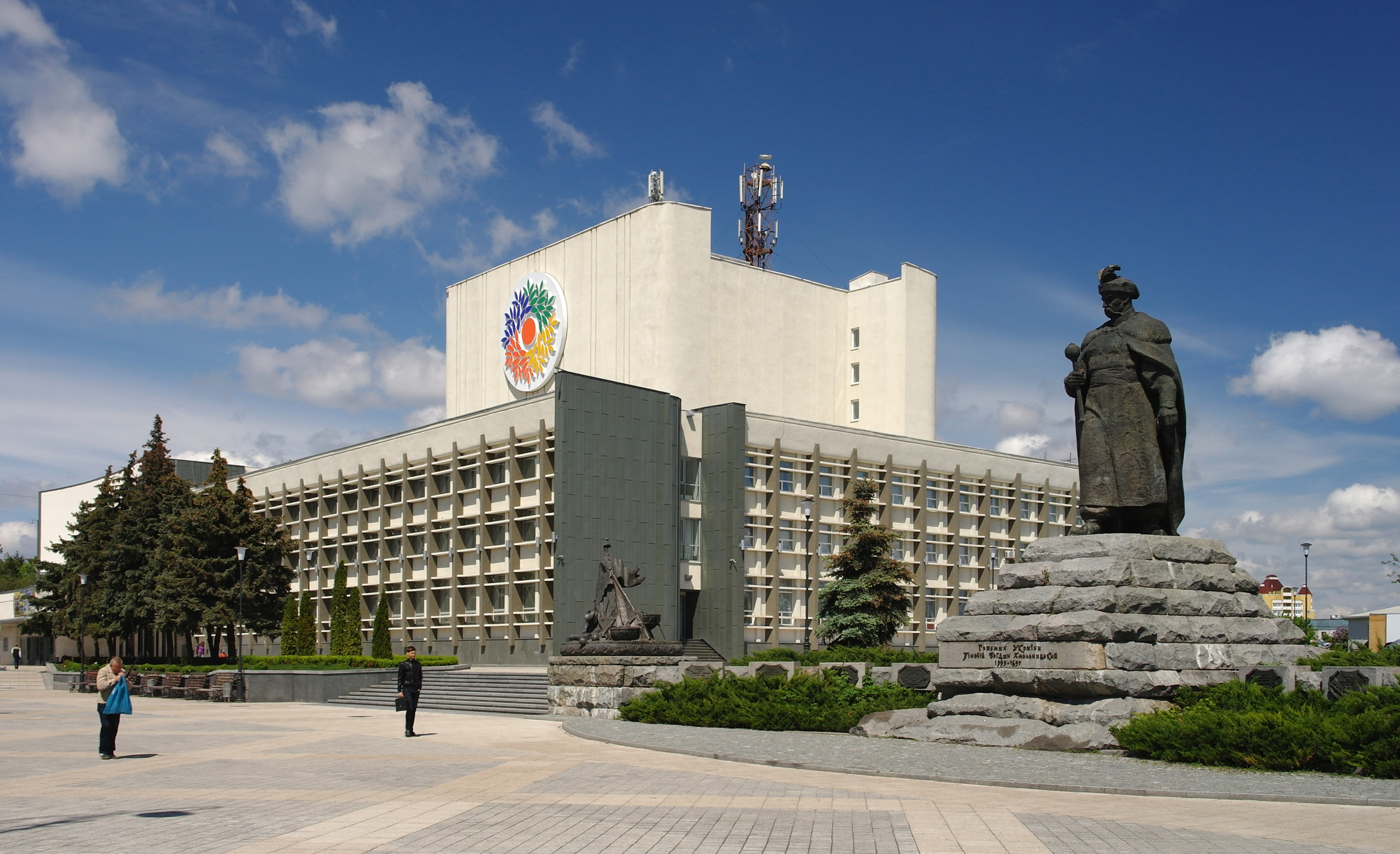
보흐단 흐멜니츠키 기념비
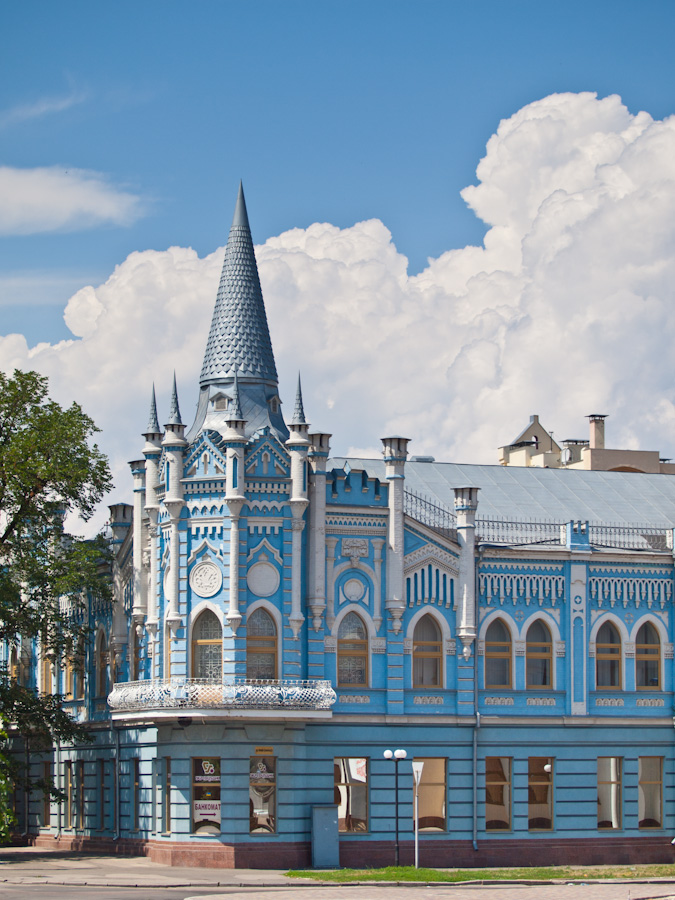
역사적 기념물
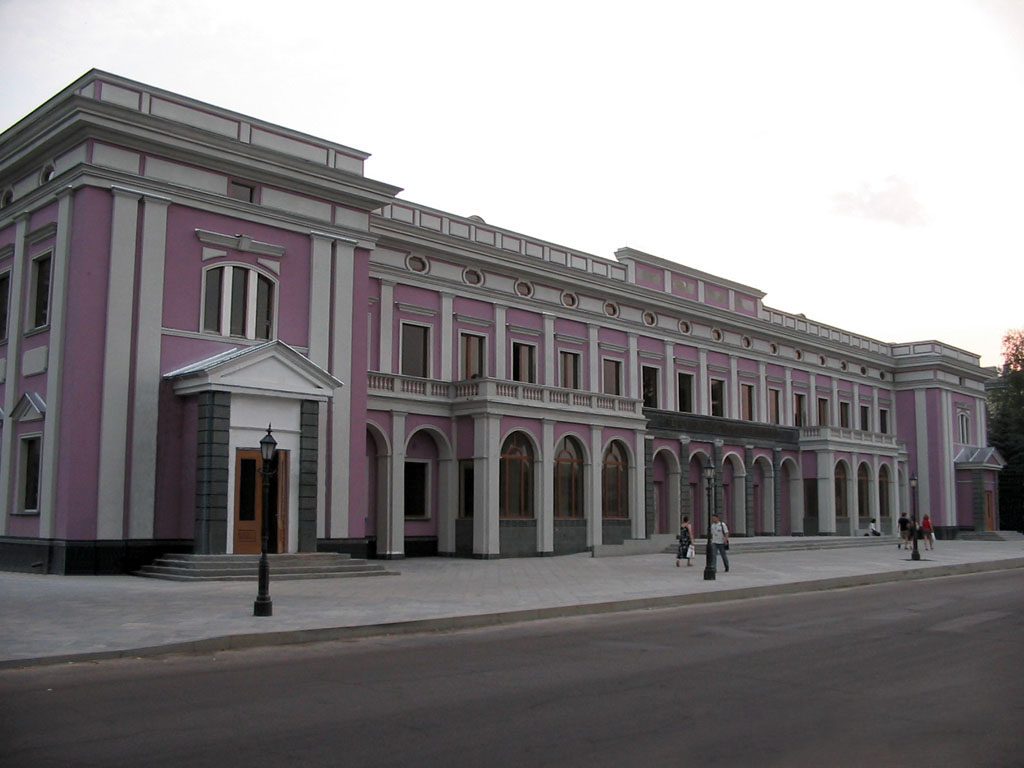
필하모닉 건물
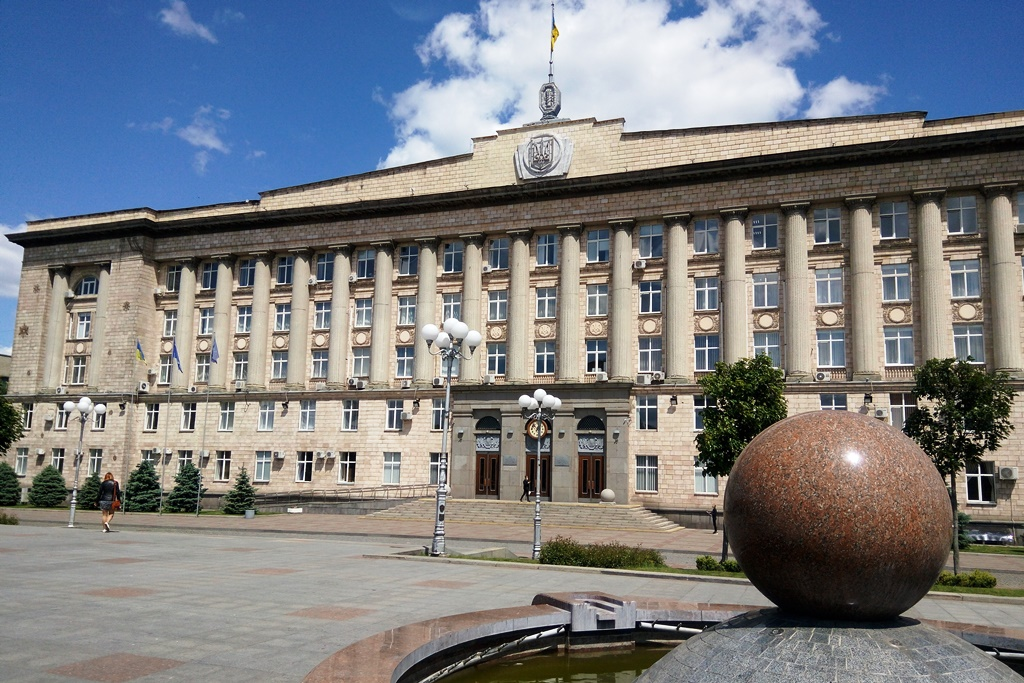
지역협의회
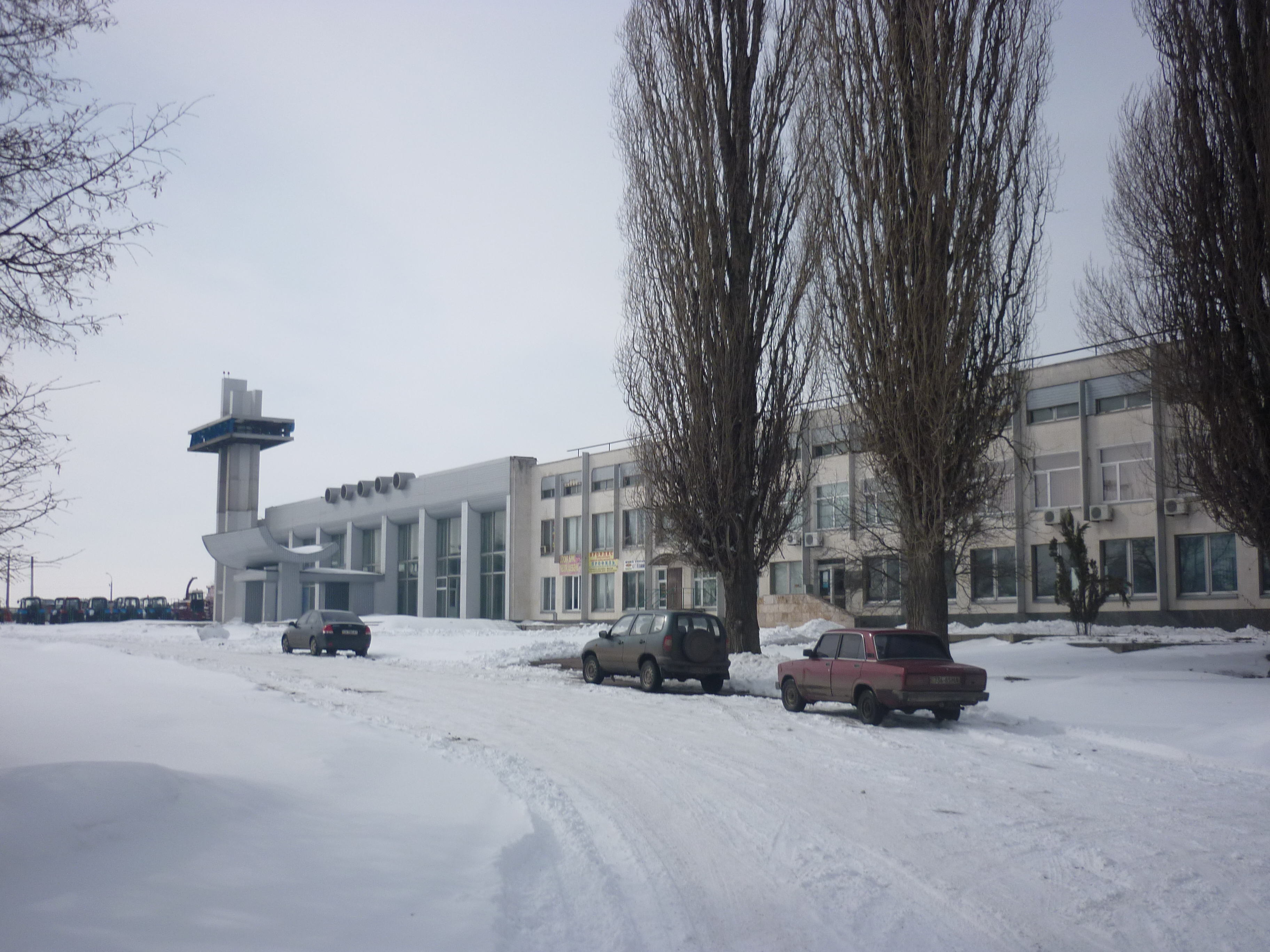
공항 건물
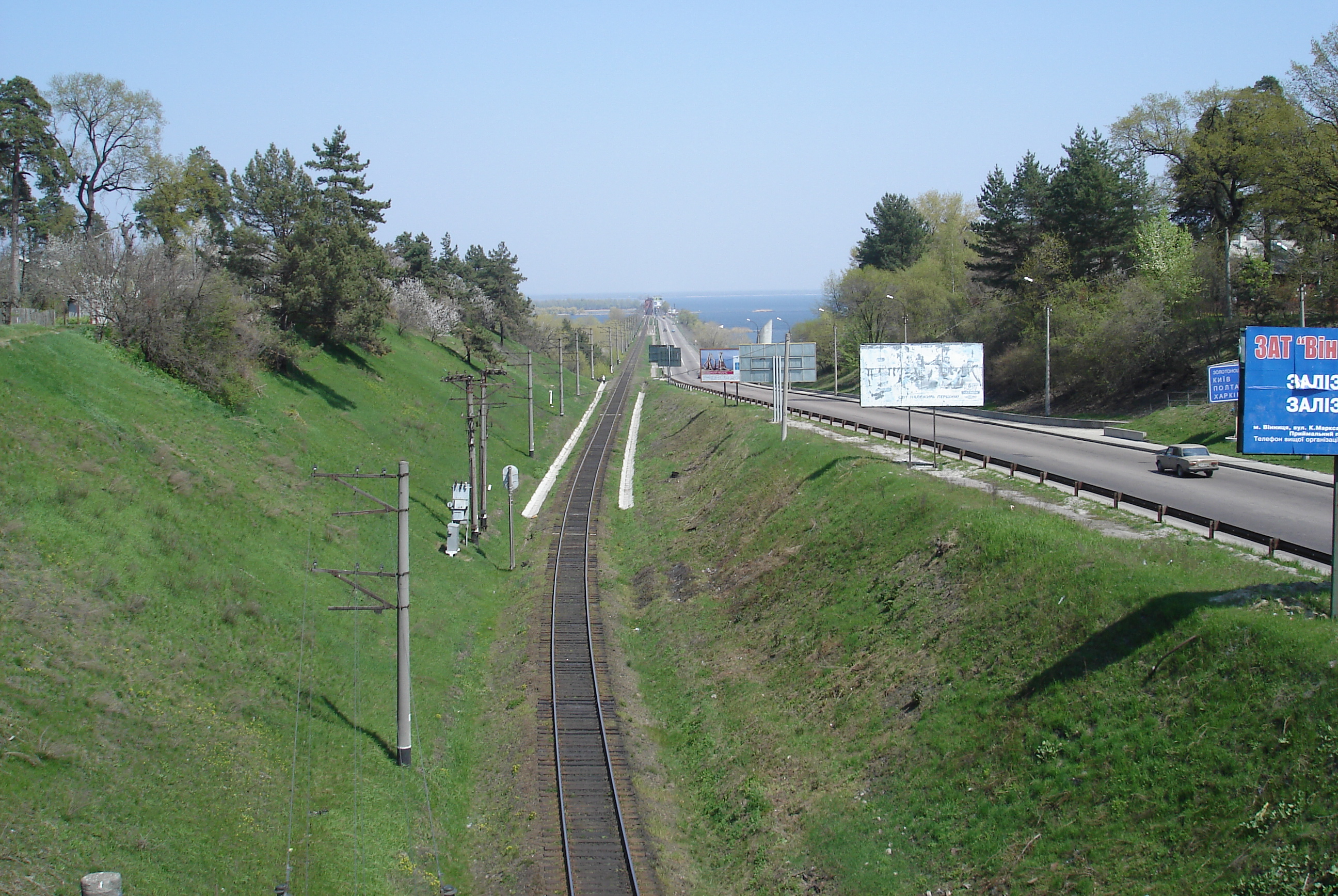
철도 교량에서 본 모습
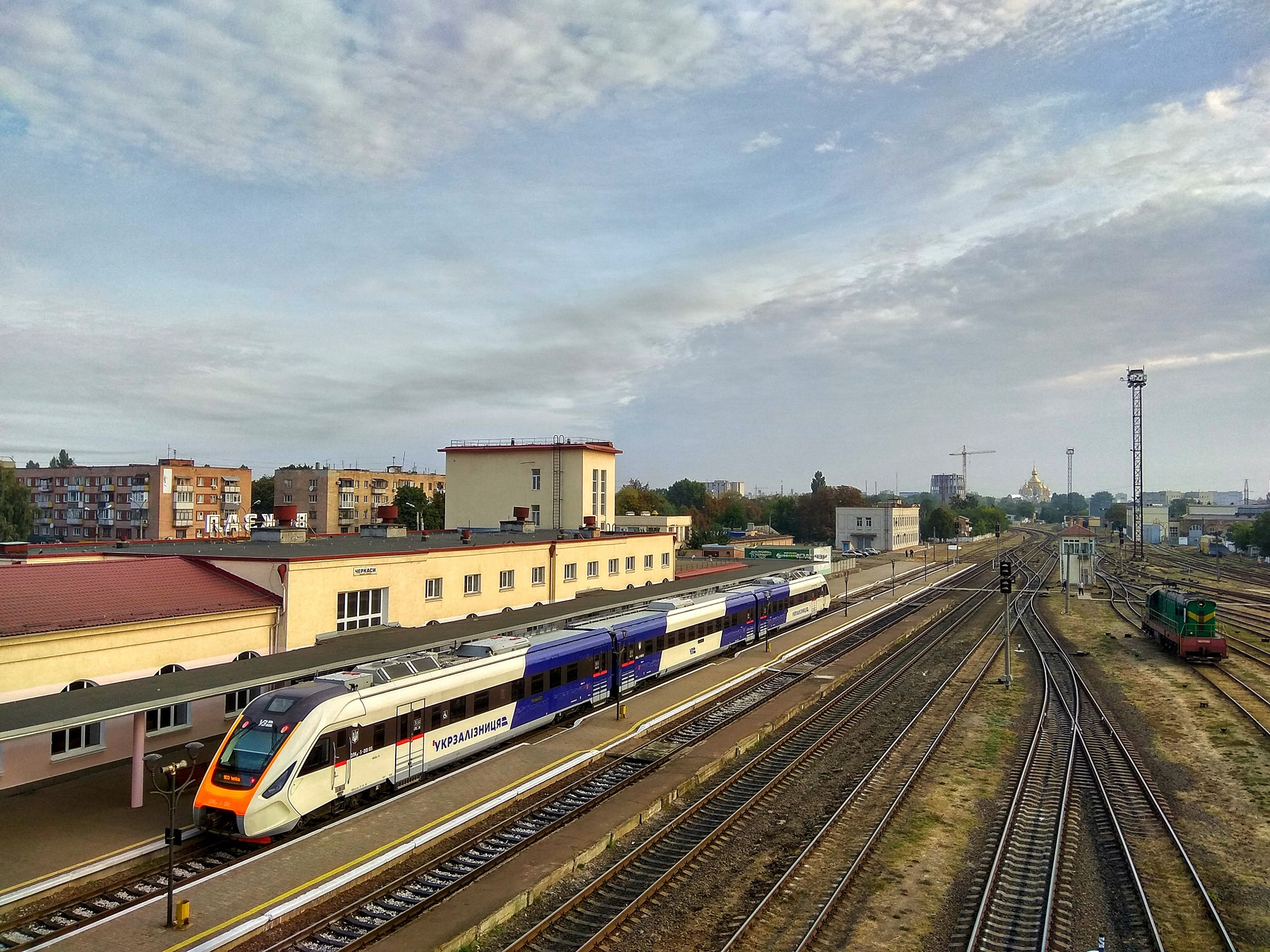
기차역
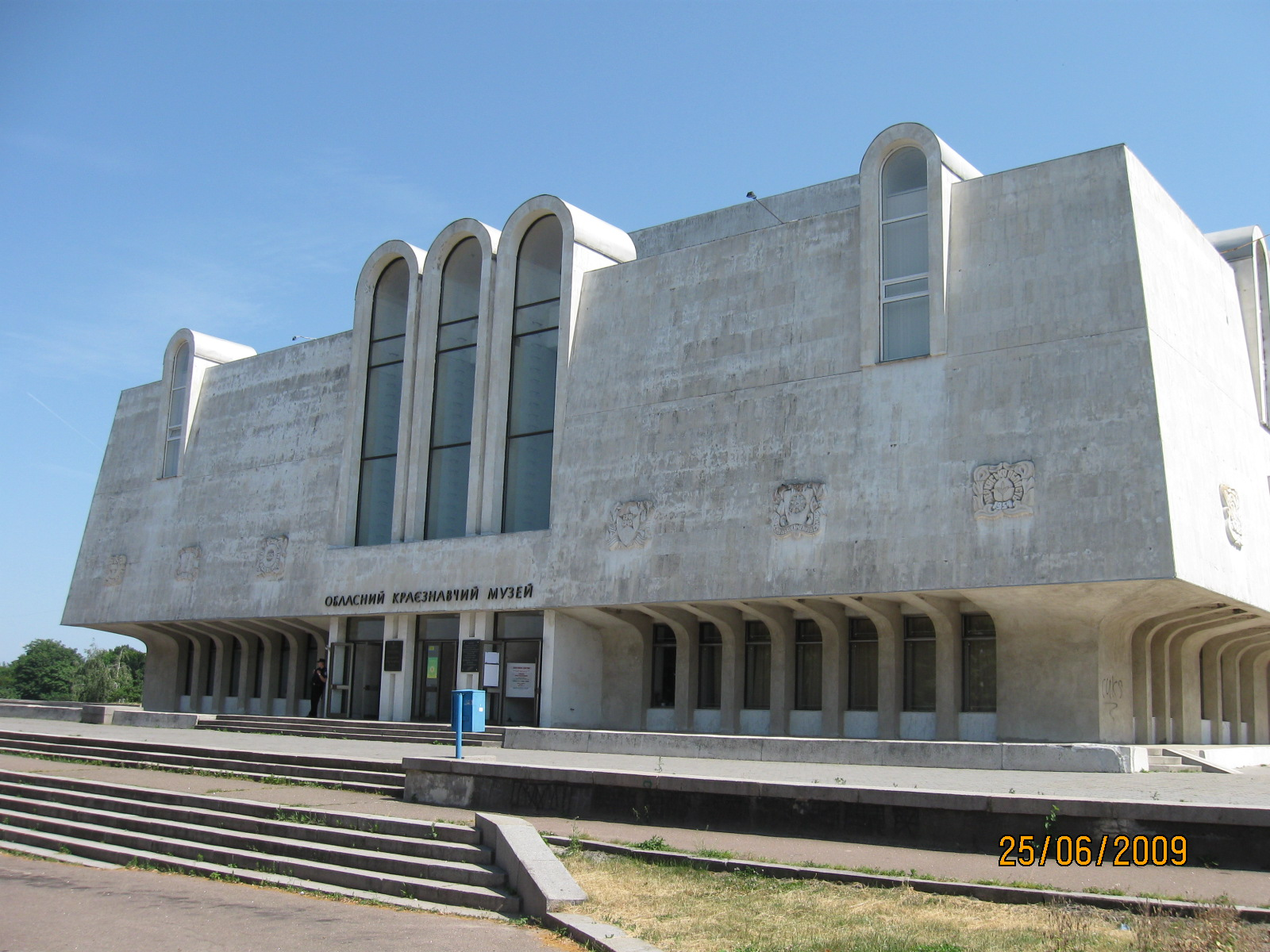
박물관

## 기후
| Cherkasy의 기후          | Cherkasy의 기후 | Cherkasy의 기후 | Cherkasy의 기후 | Cherkasy의 기후 | Cherkasy의 기후 | Cherkasy의 기후 | Cherkasy의 기후 | Cherkasy의 기후 | Cherkasy의 기후 | Cherkasy의 기후 | Cherkasy의 기후 | Cherkasy의 기후 | Cherkasy의 기후 |
| 월                       | 1월             | 2월             | 3월             | 4월             | 5월             | 6월             | 7월             | 8월             | 9월             | 10월            | 11월            | 12월            | 연간            |
| ------------------------ | --------------- | --------------- | --------------- | --------------- | --------------- | --------------- | --------------- | --------------- | --------------- | --------------- | --------------- | --------------- | --------------- |
| 일평균 최고 기온 °C (°F) | −3 (27)         | −1 (30)         | 3 (37)          | 12 (54)         | 20 (68)         | 23 (73)         | 25 (77)         | 24 (75)         | 19 (66)         | 12 (54)         | 5 (41)          | 0 (32)          | 11 (52)         |
| 일평균 최저 기온 °C (°F) | −8 (18)         | −6 (21)         | −2 (28)         | 5 (41)          | 10 (50)         | 13 (55)         | 15 (59)         | 14 (57)         | 10 (50)         | 4 (39)          | 0 (32)          | −5 (23)         | 4 (39)          |
| 평균 강우량 mm (인치)    | 36 (1.4)        | 33 (1.3)        | 29 (1.1)        | 38 (1.5)        | 37 (1.5)        | 63 (2.5)        | 76 (3.0)        | 53 (2.1)        | 36 (1.4)        | 31 (1.2)        | 41 (1.6)        | 44 (1.7)        | 517 (20.4)      |
| 출처: MeteoProg          |                 |                 |                 |                 |                 |                 |                 |                 |                 |                 |                 |                 |                 |

## 자매 도시
- 미국 샌타로자
- 폴란드 비드고슈치
- 아제르바이잔 숨가이트
- 카자흐스탄 악타우
- 러시아 페름

## 같이 보기
- 우크라이나의 도시 목록